# 퍼디아 월시필로
퍼디아 월시필로(영어: Ferdia Walsh-Peelo, 1999년 10월 12일 ~ )는 아일랜드의 가수, 배우이다. 존 카니 감독의 영화 《싱 스트리트》(2016)에서 주연 코너 역으로 출연했다.

## 경력
위클로 주 애슈퍼드에서 태어난 그는 남자 소프라노 Toni Walsh로 음악경력을 시작했다. 그는 어릴적 많은 수상을 했고 12살의 나이에 '모차르트의 마술피리'에 출연하며 아일랜드를 순회했다. 그리고 이어서 오페라 '나사의 회전'에 마일스 역할로 출연했다. 2012년, 그는 아일랜드 텔레비전에서 유명한 프로그램 'Late Late Toy Show'에 노래하고 피아노를 연주하면서 등장했다.
그리고 2016년, 그는 루시 보인턴과 함께 뮤지컬 드라마 영화 '싱 스트리트'에 출연하며 연기 데뷔를 했다.
2015년, 그는 미국의 윌리엄 모리스 인데버(WME,William Morris Endeavor)와 영국의 인디펜던트 탤런트(Independent Talent)와 계약했다.